# Lubret-Saint-Luc
Lubret-Saint-Luc è un comune francese di 72 abitanti situato nel dipartimento degli Alti Pirenei nella regione dell'Occitania.

## Società

### Evoluzione demografica
Abitanti censiti